# Certificat informatique et internet
Le certificat informatique et internet (C2i) est une certification nationale française délivrée par les établissements d'enseignement supérieur français certifiés LMD (Licence - Master - Doctorat) au sens du Processus de Bologne, c'est-à-dire principalement les universités. L'obtention de cette certification permet d'attester de compétences théoriques et pratiques dans les technologies de l'information et de la communication, selon un référentiel national. Le C2i se décline en un niveau 1 généraliste, et des niveaux 2 spécialisés.
Prenant la suite du brevet d'informatique et internet (B2i), une formation et certification dispensée au sein de l’enseignement secondaire, le C2i constitue l'étape finale d'un système de certification relatif à l'informatique et à internet en France.  
Il est officiellement remplacé par la certification Pix à partir de septembre 2019.

## Niveaux de certification
Les universités proposent une formation du C2i et organisent les examens. Si tous les domaines de compétences sont validés indépendamment les uns des autres, le jury valide la certification par procès-verbal et délivre le certificat.
Il existe deux niveaux de certification C2i, qui s'obtiennent au niveau Licence ou Master. 
Le C2i niveau 1 est général et s'obtient en Licence.
Le C2i niveau 2 s'obtient en Master, il est spécialisé par pôles professionnels  :
- Enseignant (C2i2e)
- Métiers du droit (C2i2md)
- Métiers de la santé (C2i2ms)
- Métiers de l'ingénieur (C2i2mi)
- Métiers de l'environnement et de l'aménagement durables (C2i2mead)
- Fonctions d'organisation et de communication (C2i2forcom)

## Référentiel du C2i niveau 1
Le certificat informatique et internet niveau 1 atteste de compétences théoriques et pratiques dans les Technologies de l'Information et de la Communication. Le référentiel comprend 20 compétences réparties en 5 domaines, qui sont à valider séparément les uns des autres pour obtenir le C2i (circulaire C2i no 2011-0012 du 9-6-2011, publiée au bulletin officiel du ministère de l’Éducation nationale no 28 du 14 juillet 2011).
- D1 : Travailler dans un environnement numérique évolutif (Organiser un espace de travail complexe, sécuriser un espace de travail local et distant, tenir compte des enjeux de l'interopérabilité, pérenniser les données...).
- D2 : Être responsable à l’ère du numérique (Identité numérique, données à caractère personnel, réglementations...).
- D3 : Produire, traiter, exploiter et diffuser des documents numériques (Mises en forme, informations générées automatiquement, exploiter des données de calcul, préparer à une diffusion...).
- D4 : Organiser la recherche d’informations à l’ère du numérique (Évaluer des résultats, organiser une veille informationnelle, référencements...).
- D5 : Travailler en réseau, communiquer et collaborer.

## Un correspondant C2i par université
Pour chaque établissement, il existe un correspondant C2i dont le rôle est d'organiser avec les instances concernées de son établissement les évaluations de niveau et les formations correspondantes; de définir le processus de certification et d'en informer les publics concernés; d'organiser les sessions de certification avec les instances concernées de l'établissement; et d'informer toute personne au sujet du C2i. Le correspondant C2i est en liaison avec un groupe national de suivi.

## Ressources pédagogiques
Cette section ne s'appuie pas, ou pas assez, sur des sources secondaires ou tertiaires indépendantes du sujet.

Pour l'améliorer, ajoutez-en, ou placez des modèles {{Source secondaire souhaitée}} ou {{Source secondaire nécessaire}} sur les passages mal sourcés. (juillet 2023)
Pour le grand public qui n'aurait pas accès à la formation du C2i par une université, il existe un référentiel de cours édité par le C2IMES (C2I Mutualisé de l'Enseignement Supérieur). Ces fichiers sont disponibles au format HTML, PDF ou SCORM. Ce référentiel est indexé sur l'ancien référentiel C2i (de 2008). 
Une collection de 4 MOOCs (Cours en ligne Ouverts et Massifs) "Compétences Numériques et C2i" sont également proposés sur la plateforme nationale de MOOCs France Université Numérique (FUN) et permettent de se former au C2i niveau 1 (mais pas d'être certifié puisque seuls les établissements d'enseignement supérieur certifient sur place). Cette collection fait partie de la première vague de MOOC de FUN. La session 2016, la troisième, est pilotée par l’Université de Perpignan, conventionnée avec la Mission Pédagogie Numérique pour l'Enseignement Supérieur, et les universités associées sont l’Université de Cergy, l’Université de Lille 1 et l’Université de Saint-Étienne.
Il existe des applications officielles pour smartphones Android et iOS gratuites qui proposent des QCM d'entrainement.

## Évolution du C2i: transition vers Pix
En 2016, le gouvernement français annonce que le C2i sera progressivement remplacé par un nouveau dispositif de certification appelé Pix. Les dernières certifications C2i sont délivrées en 2019. Pix est un dispositif ne reprenant pas directement toutes les compétences du C2i : tous les domaines ne sont donc pas transposables dans la nouvelle maquette de Pix.